# Heliophanus nossibeensis
Heliophanus nossibeensis este o specie de păianjeni din genul Heliophanus, familia Salticidae, descrisă de Strand, 1907. Conform Catalogue of Life specia Heliophanus nossibeensis nu are subspecii cunoscute.